# Apagão em Cuba em 2024
O apagão em Cuba em 2024 é um corte total de energia eléctrica em todo o país, que começou a 18 de outubro de 2024 devido à falha da central eléctrica de Antonio Guiteras. Antes do corte, o governo cubano anunciou medidas de poupança de energia. O apagão é a crise energética mais grave que o país viveu desde a dissolução da União Soviética em 1991.

## Apagão
O corte de energia começou por volta das 11:00 horas (UTC−05:00) do 18 de outubro de 2024, depois de a central eléctrica de Antonio Guiteras, em Matanzas, a maior do país, ter ficado fora de serviço.

## Impacto
Todos os serviços públicos não essenciais foram suspensos a partir do dia 17 de outubro, enquanto as escolas estarão encerradas até 21 de outubro de 2024. A divulgação de informações relacionadas com o furacão Óscar foi interrompida.
O Presidente Miguel Díaz-Canel atribuiu a falha de energia às dificuldades de importação de combustível e outros recursos devido à «perseguição financeira e energética» dos Estados Unidos.

### Protestos
Horas depois do início do apagão, começaram alguns protestos em pequena escala.